# Macrozamia pauli-guilielmi
Macrozamia pauli-guilielmi — вид голонасінних рослин класу саговникоподібні (Cycadopsida).
Етимологія: вшанування Пола Вільяма (латинізовано до Pauli-Guilielmi), принца Ветембурга.

## Опис
Член комплексу видів, що характеризуються сильно спірально скрученим листям з вузькими, увігнутими листовими фрагментами. Розрізняється в цій групі дуже вузькими, світло-зеленими листовими фрагментами.

## Поширення, екологія
Країни поширення: Австралія (Квінсленд). Росте при низьких висотах від 5 до 25 м над рівнем моря. Рослини розкидані в рідколіссі, майже завжди на кременистих піщаних відкладеннях зі старих пляжних дюн.

## Загрози та охорона
Цей вид постраждали від руйнування середовища проживання задля пасовищ та іншого сільського господарства, наприклад, вирощування ананасів. Багато рослин було видалено з середовища проживання колекціонерами і для загального використання в саду. Рослини зустрічаються в англ. Great Sandy National Park.